# Die Augen des Toten
Die Augen des Toten (Originaltitel: Ex Post Facto) ist die achte Episode der ersten Staffel der US-amerikanischen Science-Fiction-Fernsehserie Star Trek: Raumschiff Voyager. Sie wurde in englischer Sprache erstmals am 27. Februar 1995 auf UPN ausgestrahlt. In Deutschland war sie zum ersten Mal am 2. August 1996 in einer synchronisierten Fassung bei Sat.1 zu sehen.

## Handlung
Im Jahr 2371 fliegt die Voyager in den Raum der Baneaner. Steuermann Tom Paris und Einsatzoffizier Harry Kim besuchen mit einem Shuttle den Heimatplaneten, doch nur Kim kehrt verletzt zurück. Während er behandelt wird, berichtet er, dass Paris auf Banea wegen Mordes verurteilt wurde. Kim berichtet, dass er und Paris sich mit dem Physiker Tolen Ren getroffen haben, dem führenden Entwickler für die Navigationssysteme der baneanischen Kriegsschiffe. Ren lud sie zu sich nach Hause ein, wo sie die Bekanntschaft seiner deutlich jüngeren Frau Lidell und der Haushündin Neeka machten, die sie lauthals anbellte, da sie keine Fremden mag. Lidell war von dem unerwarteten Besuch nicht begeistert, bereitete aber noch ein Abendessen zu. Danach arbeiteten Ren, Kim und Paris zusammen, um ein technisches Problem der Voyager zu beheben. Paris wurde bald langweilig; er verließ den Raum und verbrachte mutmaßlich einige Zeit zusammen mit Lidell Ren. Am nächsten Tag wurde Tolen Ren in der Nacht ermordet. Kim und Paris wurden zwei Tage lang verhört, da der Verdacht aufkaum, sie wären Spione der Numiri, der Todfeine der Baneaner.
Captain Kathryn Janeway will Paris helfen und die Angelegenheit aufklären. Sie fliegt nun direkt mit der Voyager nach Banea, was sie bisher vermieden hatte, um nicht den Eindruck zu erwecken, die Voyager würde im Konflikt mit den Numiri Partei ergreifen. Ein Patrouillenschiff der Numiri versperrt zunächst den Weg, lässt die Voyager aber passieren, als Janeway versichert, dass sie nur Paris zurückhaben will und sich in dem Konflikt neutral verhalten wird. Ihr Berater Neelix wird misstrauisch, denn er findet die Reaktion des Numiri-Captains ungewöhnlich freundlich.
Im Orbit um Banea angekommen treffen sich Janeway und Sicherheitschef Tuvok mit Minister Kray, der ihnen gestattet, Paris zu sehen. Kray erklärt, die Strafe für Mord besteht auf seiner Welt darin, dass dem Mörder die letzten Erinnerungen seines Opfers eingepflanzt werden und er diese für den Rest seines Lebens alle 14 Stunden nacherleben muss. Tuvok befragt Paris. Der bestreitet, Tolen Ren ermordet zu haben, und schildert seine Sicht der Dinge: Als er von den technischen Details gelangweilt war, verließ er den Arbeitsraum und traf im Atrium auf Lidell Ren. Sie verriet ihm, dass sie in ihrer Ehe unglücklich war. Am nächsten Tag verbrachte er erneut Zeit mit ihr. Tolen Ren glaubte, dass die beiden eine Affäre hätten und stellte sie zur Rede. Paris unterbricht seine Schilderung, als er erneut den Tathergang nacherleben muss. Dabei kommt es zu einer Komplikation und er verliert das Bewusstsein. Ein baneanischer Arzt erklärt, es habe Probleme gegeben, die Erinnerungsübertragung bei einem Menschen anzuwenden. Kray gestattet, dass Paris auf der Voyager behandelt wird, vorausgesetzt, dass diese den Orbit nicht verlässt.
Tuvok sucht unterdessen Lidell Ren auf und wird ebenfalls von Neeka angebellt. Lidell sagt aus, sie habe eine Affäre mit Paris angefangen und wollte sich seinetwegen von ihrem Mann trennen. Als sie und Paris nach einem Wolkenbruch in ihr Haus zurückkehrten, küssten sie sich. Dabei wurden sie von ihrem Mann überrascht. In dem darauf folgenden Streit wurde er von Paris getötet. Tuvok findet es erstaunlich, dass sie ihren Mann für jemanden verlassen wollte, den sie gerade erst kennengelernt hatte und der in ein paar Tagen ihren Planeten wieder verlassen würde. Als Paris sein Bewusstsein wiedererlangt, wird Tuvok zurück auf die Voyager gerufen. Er führt eine autonome Antwortanalyse durch, die ergibt, dass Paris nicht lügt, sondern seine Version der Geschichte für die Wahrheit hält.
Plötzlich wird die Voyager von zwei Numiri-Schiffen angegriffen, kann sie aber durch einen Trick außer Gefecht setzen. Tuvok setzt seine Ermittlung fort und entscheidet sich, mit Paris eine vulkanische Gedankenverschmelzung durchzuführen. Hierdurch ist er in der Lage, den Mord ebenfalls durch Tolen Rens Augen zu sehen. Kurz darauf glaubt er, den Fall gelöst zu haben, und außerdem den Grund für den Angriff der Numiri zu kennen. Er will diese Vermutung bestätigen, indem er Kim und Paris als Lockvögel verwendet. Er lässt sie in einem Shuttle zum Planeten fliegen und dieses wird prompt von den Numiri abgefangen; Kim und Paris werden jedoch schnell zurück auf die Voyager gebeamt.
Tuvok, Paris und Janeway treffen sich mit Kray und dem baneanischen Arzt in Lidell Rens Haus. Dort offenbart Tuvok, dass Paris nicht der Mörder gewesen sein kann und Tolen Rens Erinnerungen manipuliert worden sein müssen. Tuvok hat hierfür mehrere Anhaltspunkte: Paris ist etwas größer als Lidell Ren, doch in Tolen Rens Erinnerung erscheint er gleich groß. Ren wurde zudem durch einen Messerstich getötet, der ihn direkt ins Herz traf. Der Mörder musste also über gute Kenntnisse der baneanischen Anatomie verfügen, was auf Paris nicht zutraf. Rens Erinnerungen werden außerdem von seltsamen Zeichenkolonnen überlagert. Sie scheinen nicht Teil der Bestrafung zu sein, denn in den Aufzeichnungen über die Prozedur werden sie nicht erwähnt. Tuvok glaubt, es handelt sich um versteckte Aufzeichnungen über Rens Forschung, die ein feindlicher Agent Paris einpflanzte, damit sie später von den Numiri extrahiert werden sollten. Er verdächtigt den Arzt, eben jener Agent zu sein, denn er hatte die Erinnerungsübertragung an Paris durchgeführt. Der Arzt ist zudem etwa gleich groß wie Lidell Ren. Tuvok überführt ihn schließlich, als er einen weiteren Zeugen des Mordes ins Zimmer bittet: die Hündin Neeka, die den Arzt nicht anbellt, sondern freudig an ihm hochspringt. Damit ist klar, dass er in diesem Haus kein Fremder ist, sondern schon geraume Zeit mit Lidell Ren bekannt ist. Lidell behauptet, sie sei getäuscht worden, doch sie wird zusammen mit dem Arzt abgeführt. Paris’ Bestrafung wird rückgängig gemacht und er darf auf die Voyager zurückkehren. Er dankt Tuvok für seinen Einsatz und versichert ihm, er habe heute einen Freund gewonnen.

## Verbindungen zu anderen Star-Trek-Produktionen
Es bestehen einige inhaltliche Parallelen zur Folge 3.14 (Riker unter Verdacht) von Raumschiff Enterprise – Das nächste Jahrhundert aus dem Jahr 1990. In beiden Geschichten macht ein Sternenflottenoffizier (William T. Riker bzw. Tom Paris) die Bekanntschaft eines älteren Wissenschaftlers und dessen jüngerer, attraktiver Ehefrau. In beiden Fällen kommen der Offizier und die Frau sich näher. Anschließend kommt der Wissenschaftler ums Leben, woraufhin der Offizier verdächtigt wird, ihn ermordet zu haben.

## Produktion

### Drehbuch
Der Originaltitel Ex Post Facto ist Latein und bedeutet „Im Nachhinein“.
Die Idee zu dieser Folge stammte von Evan Carlos Somers, der eine Spezies zeigen wollte, bei der die Strafe für einen Mord darin besteht, dass der Verurteilte die letzten Augenblicke im Leben seines Opfers nacherleben muss. Michael Piller erweiterte diese Geschichte um zahlreiche Film-noir-Elemente.
In der Folge werden auch weitere klassische Krimi-Elemente aufgegriffen. So ist Tuvoks Versammlung aller relevanter Personen im Haus der Rens am Ende der Folge an den typischen Aufbau einer Hercule-Poirot-Geschichte von Agatha Christie angelehnt. Die Überführung des Mörders ist aus der Sherlock-Holmes-Geschichte Silberstern von Arthur Conan Doyle übernommen, in der der Täter ebenfalls dadurch überführt wird, dass ein Hund ihn als vertraute Person wahrnimmt und ihn deshalb nicht anbellt.

### Darsteller
Francis Guinan, Darsteller von Minister Kray, spielte auch Zar in Folge 6.21 (Lebe flott und in Frieden) von Star Trek: Raumschiff Voyager und General Gosis in Folge 2.08 (Der Kommunikator) von Star Trek: Enterprise.
Aaron Lustig, Darsteller des baneanischen Doktors, spielte auch Guri in Folge 2.12 (Der Laufsteg) von Star Trek: Enterprise.
Ray Reinhardt, Darsteller von Professor Tolen Ren, hatte zuvor bereits Admiral Aaron in Folge 1.25 (Die Verschwörung) von Raumschiff Enterprise – Das nächste Jahrhundert gespielt.

### Kulissen
Für die Darstellung der Hauptstadt von Banea wurde ein Matte Painting verwendet, das erstmals in Folge 1.14 (Planet Angel One) von Raumschiff Enterprise – Das nächste Jahrhundert eingesetzt wurde. Es war in leicht veränderter Form auch in mehreren anderen Folgen von Raumschiff Enterprise – Das nächste Jahrhundert und Star Trek: Deep Space Nine für die Darstellung anderer außerirdischer Städte wiederverwendet worden. In Die Augen des Toten kam es zum letzten Mal zum Einsatz.

### Modelle
Für die Darstellung der Numiri-Raumschiffe wurde das modifizierte Husnok-Raumschiff aus Folge 3.03 (Die Überlebenden auf Rana-Vier) von Raumschiff Enterprise – Das nächste Jahrhundert wiederverwendet, das auch für zahlreiche weitere Raumschiffe unterschiedlicher außerirdischer Völker verwendet wurde.

## Rezeption
Keith DeCandido bewertete Die Augen des Toten 2020 auf tor.com als eine leicht überdurchschnittliche Folge von Star Trek: Raumschiff Voyager. Er mochte Tuvoks Ermittlung, den gelungenen Einsatz der Technik des 24. Jahrhunderts zur Aufklärung des Verbrechens und die Tatsache, dass der baneanische Doktor beinahe mit seinem Plan Erfolg gehabt hätte, wenn Tuvok nicht über telepathische Fähigkeiten verfügen würde. DeCandido störte sich aber daran, dass die Baneaner allzu menschlich wirken und Hunde als Haustiere halten. Weiterhin kritisierte er die zu starken Parallelen zur Handlung von Riker unter Verdacht, die er für eine recht schwache Folge von Raumschiff Enterprise – Das nächste Jahrhundert hielt.